# Gábor Szalai
Gábor Szalai (Kecskemét, 9 de junio de 2000) es un futbolista húngaro que juega en la demarcación de defensa para el Ferencváros TC de la Nemzeti Bajnokság I.

## Selección nacional
Hizo su debut con la selección absoluta de Hungría el 6 de junio contra Suecia en un partido amistoso que finalizó con un resultado de 0-2 a favor del combinado sueco tras los goles de Benjamin Nygren y Yasin Ayari.

## Clubes
| Club              | País    | Año       | Partidos | Goles |
| ----------------- | ------- | --------- | -------- | ----- |
| Kecskeméti TE     | Hungría | 2019-2024 | 80       | 17    |
| FC Lausanne-Sport | Suiza   | 2024      | 17       | 0     |
| Ferencváros TC    | Hungría | 2024-     | 20       | 4     |